# Baule (Sprache)
Baule oder Baoulé ist eine zu den Akan-Sprachen gehörende Sprache mit etwa zwei Millionen Sprechern. Ethnologue gibt für 2021 sogar 5,3 Millionen Sprecher an.  Es wird im Zentrum der Elfenbeinküste gesprochen, unter anderem in Bouaké und Yamoussoukro, und ist die Sprache der Baule, der größten ethnischen Gruppe des Landes.
Baule gehört zum Kwa-Zweig der Niger-Kongo-Sprachen.

## Sprachbeispiel
Allgemeine Erklärung der Menschenrechte, Artikel 1:
Sran mun be ngba, kɛ be wu be ɔ, be ngba be sɛ, fɔndi nun, sran-mmala nun. Be si akundanbu, be si su ɔ fata kɛ sran mun be tran'n, be tran aniaan nun tranlɛ.
Deutsch: Alle Menschen sind frei und gleich an Würde und Rechten geboren. Sie sind mit Vernunft und Gewissen begabt und sollen einander im Geist der Brüderlichkeit begegnen.